# Phone Down
Phone Down è un singolo della rapper britannica Stefflon Don e del rapper statunitense Lil Baby, pubblicato il 19 giugno 2019.

## Video musicale
Il videoclip ufficiale è stato pubblicato sul canale della rapper.

## Tracce
1. Phone Down – 2:44